# Nick Simper
Nicholas John Simper (Londres, 3 de novembro de 1945), mais conhecido como Nick Simper é um músico inglês. Foi o primeiro baixista e co-fundador da banda Deep Purple. Participou dos três primeiros álbuns da banda ao lado de Ritchie Blackmore, Jon Lord, Rod Evans e Ian Paice. Tal formação é conhecida como MK I. Após a sua saída do Deep Purple, em 1969, o projeto musical mais notável em que esteve envolvido foi o Warhorse, do qual foi o fundador.
Em 2010, Nick juntou-se a banda austríaca Nasty Habits, e no mesmo ano lançaram um álbum, intitulado The Deep Purple MKI Songbook, com músicas da primeira formação (MK I) do Deep Purple.
Este projeto levou o nome de Nick Simper & Nasty Habits.
Atualmente, Nick Simper ainda toca com o Nasty Habits, principalmente ao vivo.